# Maycon de Andrade Barberan
Maycon de Andrade Barberan (São Paulo, 15 juli 1997) is een Braziliaanse voetballer die doorgaans als middenvelder speelt. Hij verruilde Corinthians in juli 2018 voor Sjachtar Donetsk.

## Carrière
Maycon stroomde door vanuit de jeugd van Corinthians. Hij debuteerde op 7 april 2016 in het eerste elftal, tijdens een wedstrijd in het toernooi om de Copa Libertadores uit bij Santa Fe (1–1). Hij viel die dag in de 68e minuut in voor Guilherme. Zijn debuut in de Série A volgde op 12 juni van dat jaar, tijdens een met 1–0 verloren wedstrijd uit bij Palmeiras. Corinthians verhuurde Maycon van juli tot en met december 2016 aan Ponte Preta, waarvoor hij zestien competitiewedstrijden speelde. Hij werd in het seizoen 2017 Braziliaans landskampioen met Corinthians.
Maycon begon in 2018 nog met Corinthians aan het nieuwe seizoen, maar tekende in juni een contract tot medio 2023 bij Sjachtar Donetsk. Dat betaalde circa €6.500.000,- voor hem.

## Clubstatistieken
| Seizoen     | Club             | Competitie   | Competitie | Competitie | Beker | Beker | Internationaal | Internationaal | Totaal | Totaal |
| Seizoen     | Club             | Competitie   | Wed.       | Dlp.       | Wed.  | Dlp.  | Wed.           | Dlp.           | Wed.   | Dlp.   |
| ----------- | ---------------- | ------------ | ---------- | ---------- | ----- | ----- | -------------- | -------------- | ------ | ------ |
| 2016        | Corinthians      | Série A      | 2          | 0          | 0     | 0     | 3              | 0              | 5      | 0      |
| 2016        | → Ponte Preta    | Série A      | 16         | 1          | 3     | 0     | —              | —              | 19     | 1      |
| 2017        | Corinthians      | Série A      | 36         | 1          | 5     | 1     | 4              | 1              | 45     | 3      |
| 2018        | Corinthians      | Série A      | 10         | 0          | 2     | 1     | 6              | 0              | 18     | 1      |
| 2018/19     | Sjachtar Donetsk | Premjer Liha | 21         | 4          | 2     | 0     | 7              | 1              | 30     | 5      |
| Club totaal | Club totaal      | Club totaal  | 85         | 6          | 12    | 2     | 20             | 2              | 117    | 10     |

Bijgewerkt t/m 28 mei 2019

## Erelijst
| Competitie            | Aantal      | Jaren       |             |             |
| Corinthians           | Corinthians | Corinthians | Corinthians | Corinthians |
| --------------------- | ----------- | ----------- | ----------- | ----------- |
| Kampioen Série A      | 1x          | 2017        |             |             |
| Sjachtar Donetsk      |             |             |             |             |
| Kampioen Premjer Liha | 1x          | 2018/19     |             |             |
| Beker van Oekraïne    | 1x          | 2018/19     |             |             |

1 Souza ·
2 Matheuzinho ·
3 F. Torres ·
5 Ramalho ·
6 Palacios ·
7 Maycon ·
8 Charles ·
9 Alberto ·
10 Garro ·
11 Romero · 
13 Henrique ·
14 Raniele ·
17 Giovane ·
19 Carrillo ·
20 Raul ·
21 Bidu ·
22 H. Hernández ·
25 Cacá ·
27 Bidon ·
31 Kayke ·
32 Donelli ·
35 Mana ·
37 Ryan ·
41 R. Santos ·
43 Magno ·
46 Hugo ·
47 Tchoca ·
70 J. Martínez ·
77 Coronado ·
80 Santana ·
94 M. Depay ·
Coach: R. Díaz